# Orthonops ovalis
Orthonops ovalis là một loài nhện trong họ Caponiidae.
Loài này thuộc chi Orthonops. Orthonops ovalis được Richard C. Banks miêu tả năm 1898.